# The Divinity of Purpose
The Divinity of Purpose är det amerikanska hardcorepunkbandet Hatebreeds sjätte studioalbum, utgivet i januari 2013 på Razor & Tie i USA och på Nuclear Blast Records i Europa.
Albumet nådde plats 20 på Billboard-listan, vilket var bandets högsta placering någonsin.
Musikvideor spelades in till "Put It to the Torch" och "Honor Never Dies", samt en textvideo till "Dead Man Breathing".

## Låtlista
1. "Put It to the Torch" – 2:12
2. "Honor Never Dies" – 3:12
3. "Own Your World" – 3:39
4. "The Language" – 3:14
5. "Before the Fight Ends You" – 3:17
6. "Indivisible" – 2:56
7. "Dead Man Breathing" – 3:19
8. "The Divinity of Purpose" – 3:39
9. "Nothing Scars Me" – 3:08
10. "Bitter Truth" – 2:40
11. "Boundless (Time to Murder It)" – 3:21
12. "Idolized and Vilified" – 2:23

## Medverkande

### Musiker
- Jamey Jasta – sång
- Wayne Lozinak – leadgitarr
- Frank Novinec – rytmgitarr
- Chris Beattie – basgitarr
- Matt Byrne – trummor